# アジート・シング
アジート・シング（Ajit Singh, 1679年2月19日 - 1724年6月24日）は、北インドのラージャスターン地方、マールワール王国の君主（在位：1679年 - 1724年）

## 生涯

### 父の死と誕生
1678年11月28日、父であるマールワール王国の君主ジャスワント・シングが死亡した。皇帝アウラングゼーブは彼が死に際して男子を残さなかったことを理由に、マールワール王国の帝国直轄地化を宣言した。
この帝国領直轄地化に関しては2つの理由があった。一つは、王国で相続問題が発生した場合には、帝国は法と秩序を守るため帝国直轄地（ハーリサ）に編入し、そののち皇帝によって選ばれた後継者が相続することとなっていた。もう一つは、ラージプートの諸国はムガル帝国の貴族らと同様に多額の返済不能な負債を抱えており、またジャスワント・シングにはほかのラージプートの領土がジャーギールとして与えられていたため、君主の不在を利用して騒動を起こすことを狙ったものであった。
アウラングゼーブはまたこの命令を実行するために強力な軍勢を集め、アジュメールへと進軍させた。ジャスワント・シングの筆頭王妃はジョードプルがラートール氏族のワタン（自領）であったことを理由に明け渡し反対したが、結局は従わざるを得なかった。アウラングゼーブはラートール氏族の反乱を恐れ、王国内の2つのパルガナーをジャスワント・シングの遺族と支持者の成形に割り当てた。
1679年1月、アウラングゼーブ率いるムガル帝国の軍勢がジョードプルへ入城した。帝国の官僚が王国全土に配置され、ジャスワント・シングが所有していた隠し財産に対しては念入りな捜索が行われた。王国各地のヒンドゥー教寺院には破壊あるいは閉鎖の諸命令が出された。
こうした中、1679年2月19日にジャスワント・シングの王妃の一人が王子を生み、アジート・シングと名付けられた。

### 長期に渡る闘争

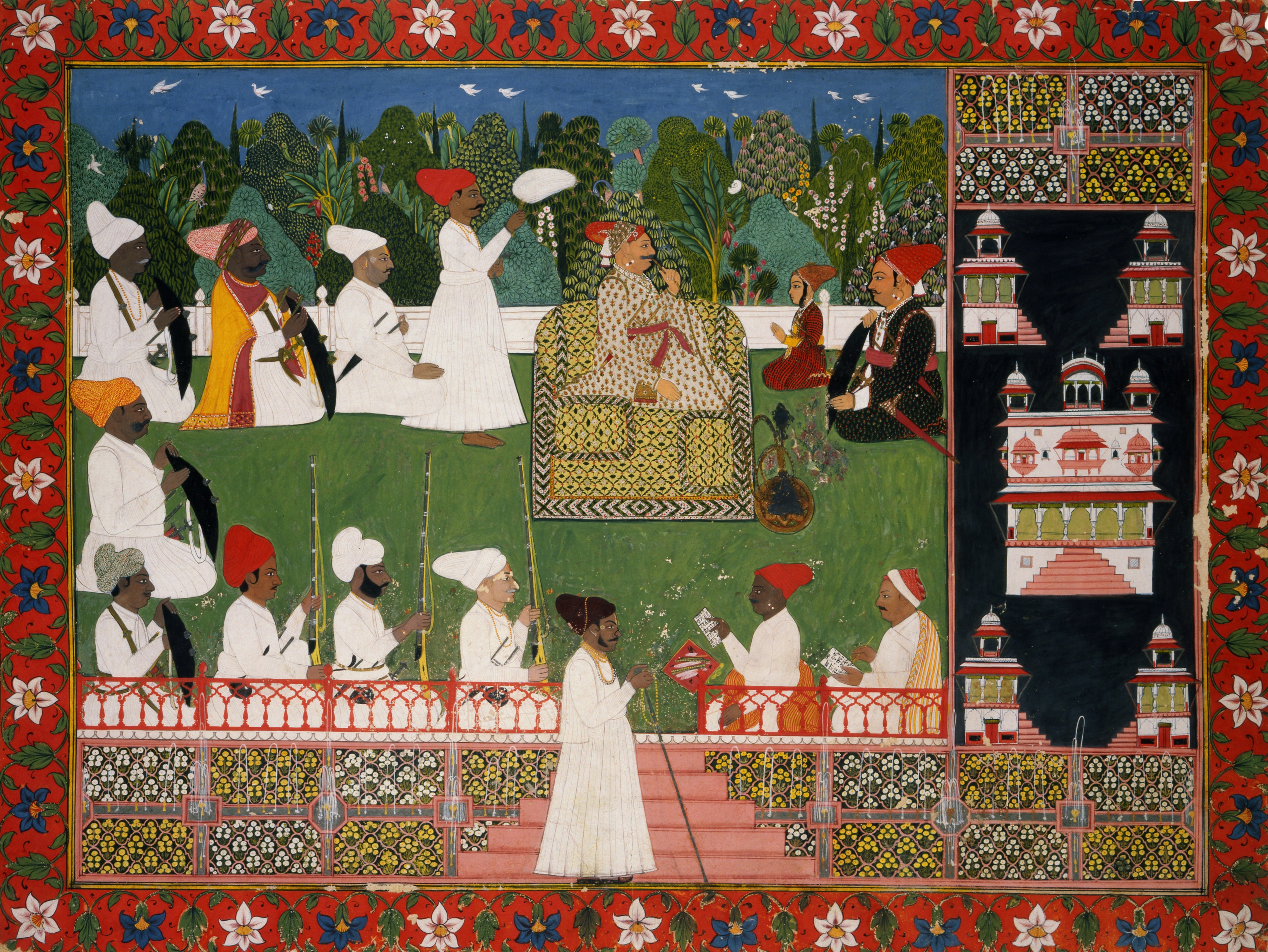
アジート・シング

アジート・シングの誕生はマールワール王国の住民に対して大きな影響を与え、おのずとその王位継承権を主張する運動が行われるようになった。
だが、アウラングゼーブはこの継承を認めず、王国の住民の意思に反して、デリーに帰還する前の6月にアジート・シングの甥インダル・シング（インドラ・シング）に王位を与えてしまった。インドラ・シングはジャスワント・シングの兄アマル・シングの孫にあたる人物である。
アウラングゼーブのこの行動に関して、父シャー・ジャハーンがアマル・シングの要求を無視してジャスワント・シングに王位を与えたことが大変不公正だったと議論があったことに動かされたか、あるいは未成年者に統治を行わせたくなかった、と歴史家サティーシュ・チャンドラは語っている。アウラングゼーブはまた、アジート・シングがヒンドゥー教からイスラーム教に改宗することで
ジョードプルを譲ろうとしたともされるが、同時代の史料にはそのような事実は見いだせない。
アジート・シングはその後、アーグラにいるアウラングゼーブの宮廷に伺候した際、アウラングゼーブからマンサブ（位階）を与えられたうえで、2つのパルガナーが引き続き彼のジャーギールだと宣言された。アウラングゼーブはアジート・シングとインダル・シングでマールワール王国を2分することを意図していた。
だが、ドゥルガー・ダースをはじめとするマールワール王国のサルダールらは国を2分することは王国の最善の利益に反するとして、アウラングゼーブの妥協案を拒否した。アウラングゼーブはこれに怒り、アジート・シングやその母親をはじめとするジャスワント・シングの王妃らをヌールガル城に幽閉するように命令し、7月23日にそれは実行された。
アウラングゼーブのこの行動にドゥルガー・ダースらは驚かされたが、彼らは帝国軍と勇敢に戦い、アジート・シングを取り戻した。そして、彼らはジョードプルに帰還したのち、人々の大変な歓喜を受け、8月2日にアジート・シングの即位式をメヘラーンガル城で行った。
8月4日、アウラングゼーブはインダル・シングをラートール氏族の貴族の間で不人気であったことを見て、「無能」だとして強制的に退位させた。だが、アジート・シングはアウラングゼーブに正統な王としては認められず、「詐称者」だとして扱われた。
また、アウラングゼーブはアジート・シングとその支持者を追討するために再び強力な軍勢を集め、アジュメールへと進軍した。だが、ここでマールワール王国にメーワール王国が味方し、共同で帝国に対抗することとなった。ここに30年近く続く第二次ムガル・ラージプート戦争が幕を開けた。
その後、マールワール王国はメーワール王国が講和したのちも抵抗し続け、1698年には
アジート・シングはマールワール王として認められた。だが、帝国は首都ジョードプルに対する支配を緩めることに関しては拒否し、この状況がアウラングゼーブが死ぬまで続いた。

### 帝国との和解と死

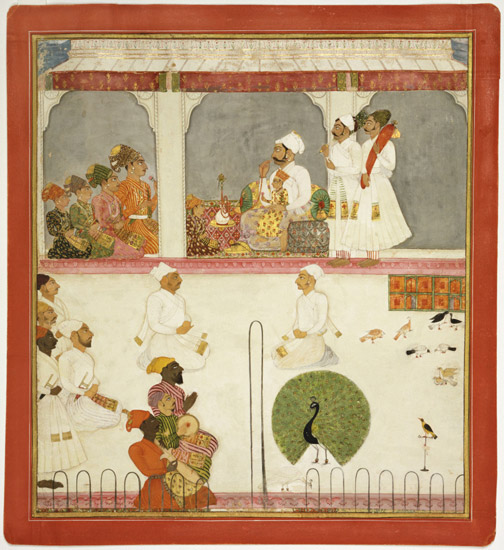
アジート・シングと6人の息子

1707年3月3日にアウラングゼーブが死ぬと、同月12日にアジート・シングはジョードプルを取り戻した。
翌1708年2月24日、アジート・シングはアウラングゼーブの息子で皇帝となっていたバハードゥル・シャー1世と和解し、臣従した。また、それとともに彼はグジャラート太守にも任命された。
1719年1月7日、アジート・シングは皇帝ムハンマド・シャー・ランギーラーより、世襲の称号マハーラージャの称号を賜った。
1724年6月24日、アジート・シングはアバイ・シングなど自らの息子らによって、メヘラーンガル城で殺害された。